# Пам'ятник «Козак Ріг»
Пам'ятник «Козак Ріг» — пам'ятник легендарному засновнику міста Кривий Ріг, козаку Рогу.

## Опис
Скульптурна композиція зображує момент сходження козака Рога з коня біля місця впадіння річки Саксагань у Інгулець. Скульптури виготовлені з бронзи, та встановлено на постаменті з брили залізної руди, яку незадовго до відкриття пам'ятника доставили з кар'єру підприємства «АрселорМіттал Кривий Ріг» на місце призначення. Вага постаменту становить близько 62 тон, а вага власне скульптури — 3 тони. Загальна висота пам'ятника разом з постаментом — 5 м 30 см.

## Історія
Ідея створення пам'ятника на честь легендарного засновника міста Кривого Рогу вперше з'явилась ще на початку 1990-х рр. Тодішній мер міста, Григорій Гутовський, надав замовлення скульптору Олександру Васякіну на створення двох скульптурних композицій — «Козак Ріг» та «Інгулець і Саксагань». За проектом того часу, обидві скульптури повинні були встановлені на місці злиття двох річок, по обидві сторони Човникової станції в парку ім. газети «Правда». Проте різке погіршення соціально-економічної ситуації в країні завадило як Гутовському, так і його наступнику Юрію Любоненко втілити ці плани в життя. Скульптор встиг виготовити лише форму для статуї козака Рога, коли фінансування було повністю припинено. Наступні роки ця форма знаходилась спочатку у підвалі міськвиконкому, а згодом була перевезена до однієї з криворізьких художніх шкіл. Реанімував цей проект вже наступний мер міста, Юрій Вілкул. Саме за сприяння його адміністрації проект був втілений у життя. Проте проект зазнав змін — відмовились від установлення скульптури «Інгулець і Саксагань», а також було змінено місце розташування пам'ятника — він був розташований неподалік від міськвиконкому. До процесу створення пам'ятника активно залучались меценати і спонсори. Статую відлили у бронзі в приватній майстерні українського скульптора Олега Пінчука. Відкриття пам'ятника відбулося 28 травня 2011 року, і було приурочено до Дня міста Кривого Рогу. Під час театралізованої вистави з приводу відкриття пам'ятника, роль козака Рога виконав народний артист України Володимир Полубоярцев.